# Friday Harbor
Friday Harbor és un poble dels Estats Units d'Amèrica i seu del comtat de San Juan a l'estat de Washington.

## Demografia
Segons el cens del 2008 de l'Oficina del Cens dels Estats Units tenia 2.130 habitants. Segons el cens del 2000, Friday Harbor tenia 1.989 habitants, 896 habitatges, i 468 famílies. La densitat de població era de 564,7 habitants per km².
Dels 896 habitatges en un 28,6% hi vivien nens de menys de 18 anys, en un 34,6% hi vivien parelles casades, en un 12,5% dones solteres, i en un 47,7% no eren unitats familiars. En el 38,8% dels habitatges hi vivien persones soles el 13,6% de les quals corresponia a persones de 65 anys o més que vivien soles. El nombre mitjà de persones vivint en cada habitatge era de 2,13 i el nombre mitjà de persones que vivien en cada família era de 2,81.
Per edats la població es repartia de la següent manera: un 23,1% tenia menys de 18 anys, un 7% entre 18 i 24, un 26,5% entre 25 i 44, un 25,7% de 45 a 60 i un 17,6% 65 anys o més.
L'edat mediana era de 41 anys. Per cada 100 dones de 18 o més anys hi havia 78,4 homes.
La renda mediana per habitatge era de 35.139 $ i la renda mediana per família de 45.208 $. Els homes tenien una renda mediana de 35.625 $ mentre que les dones 24.741 $. La renda per capita de la població era de 19.792 $. Aproximadament el 7,7% de les famílies i el 12% de la població estaven per davall del llindar de pobresa.

## Poblacions properes
El següent diagrama mostra les poblacions més properes.